# Gerhard Klopfer
Gerhard Klopfer (18 de Fevereiro de 1905 – 29 de Janeiro de 1987) foi um oficial do Partido Nazi (NSDAP) e assistente de Martin Bormann no gabinete da Chancelaria do Partido Nazi.
Klopfer nasceu em Schreibersdorf, Silésia (atualmente parte da Polónia), em 1905. Estudou Leis e Economia e, em 1931, tornou-se juiz em Düsseldorf, Alemanha. Quando os nazis chegaram ao poder em 1933, entrou para o Partido Nazi (NSDAP) e para as SA (Sturmabteilung), e para a Gestapo (Polícia Secreta do Estado). Em 1935, juntou-se ao pessoal de Rudolf Hess e a SS (Schutzstaffel) com o posto honorário Oberführer (coronel). Em 1938, ficou responsável pelos negócios dos judeus, pelas questões acerca dos casamentos mistos entre alemães judeus e não judeus, e assuntos gerias sobre a ocupação de estados estrangeiros.
Como secretário-de-Estado do Parteikanzlerei (Chancelaria do Partido), Klopfer representou Bormann, o chefe do Parteikanzlei, na Conferência de Wannsee a 20 de Janeiro de 1942, na qual foram definidos e formalizados os detalhes da "Solução Final da Questão Judaica", as politicas que culminaram no Holocausto. Juntamente com Helmuth Friedrichs, Klopfer era o burocrata com a mais alta patente, logo a seguir a Bormann, na Chancelaria. Esta posição dava-lhe poderes acrescido de proteção dentro do Partido Nazi, e era habitual Bormann delegar responsabilidades no partido a Klopfer e Friedrichs. Neste cargo, foi, também, responsável pelo recrutamento efetuado no final da guerra de cidadãos masculinos com idades compreendidas entre os 16 e os 60 anos, os Volkssturm.
Em 1944, foi promovido a SS-Gruppenführer.
Quando o Exército Vermelho se aproximou de Berlim em 1945, Klopfer fugiu da cidade. Foi capturado e detido e foi acusado e crimes de guerra, mas foi libertado por falta de provas. Depois da guerra tornou-se conselheiro de impostos na cidade de Ulm (Baden-Württemberg) em 1952, e recuperou a sua licença de advogado em 1956. Foi o último participante da Conferência de Wannsee a morrer, em 1987.